# Histoire des Samoa

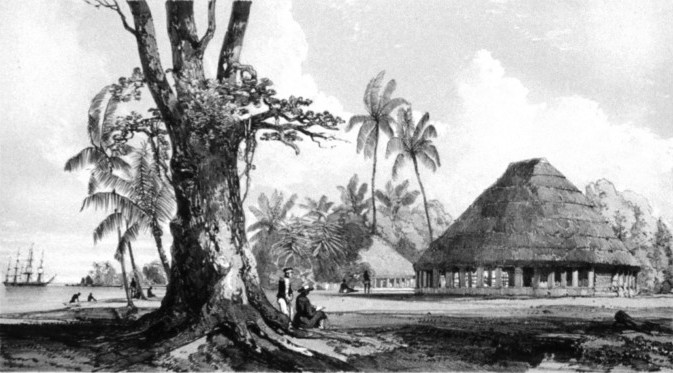
Dumont d'Urville à Apia (Upolu).

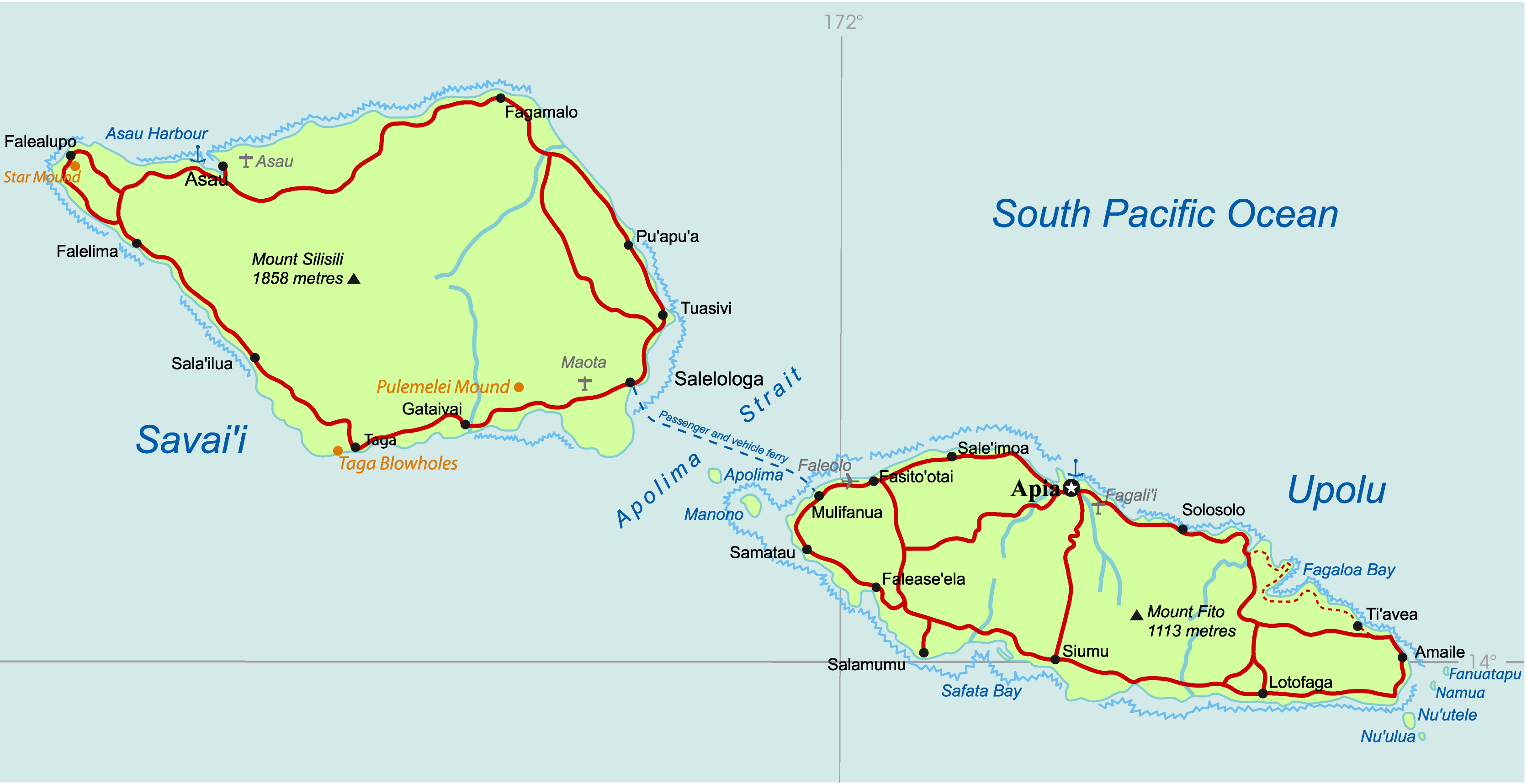
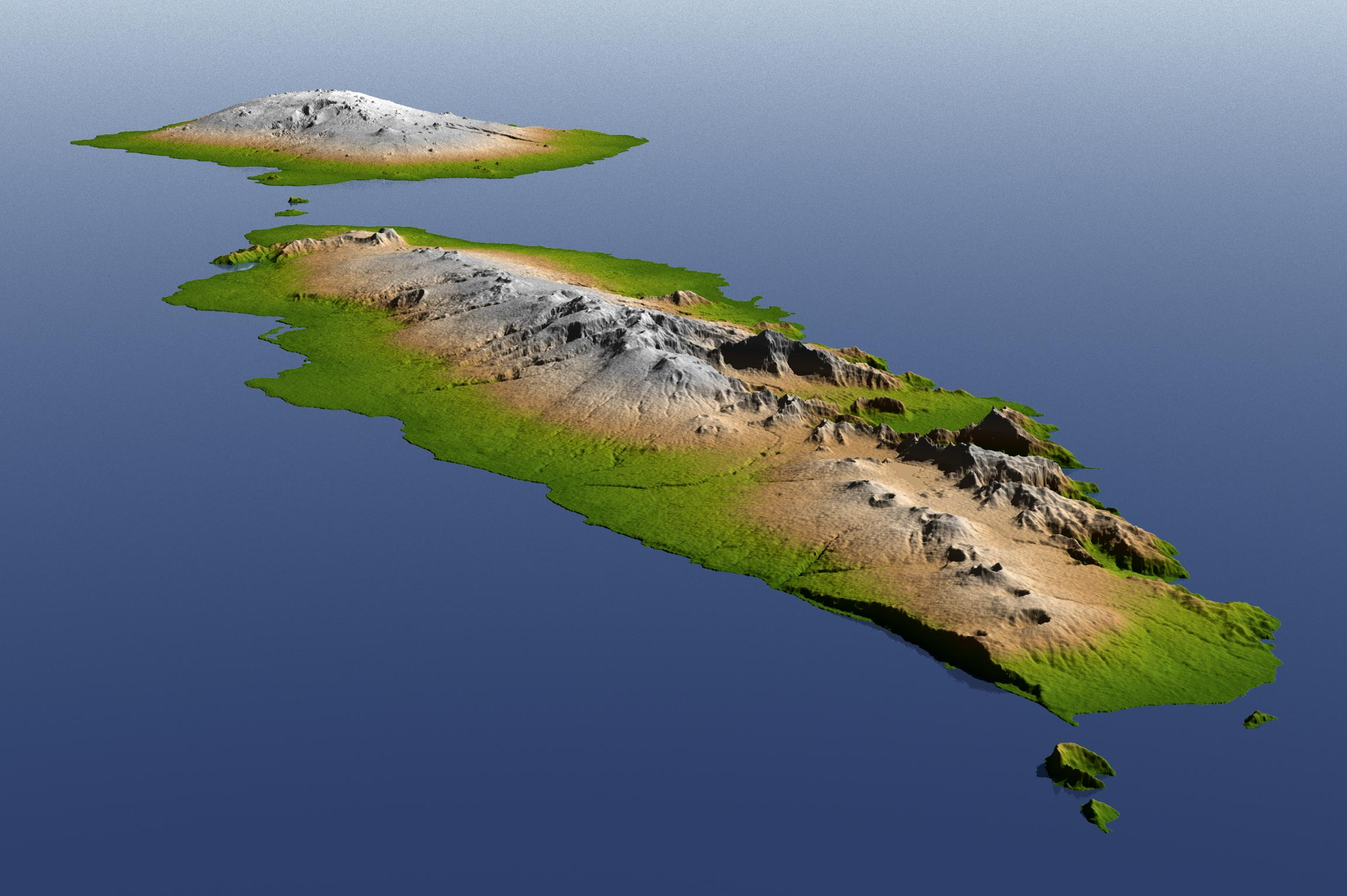

L'histoire des Samoa débute lorsque des explorateurs des Fidji arrivèrent dans l'archipel il y a environ 3 500 ans et initièrent à partir de là le peuplement du reste de la Polynésie, tout d'abord vers l'est, puis vers le nord et le sud.

## Débuts
Peuplées depuis 3 000 ans environ (peut-être 3 500 ans) par un peuple polynésien, en provenance sans doute des Tonga, ou du moins d'un archipel occidental de la Polynésie et auparavant des Fidji) et des îles Lau, descendant des Austronésiens porteurs de la civilisation Lapita, les Samoa ont été occupées aux alentours de l'an 1000 av. J.-C. par des populations partageant initialement la même culture (céramiques, obsidienne, etc.). Cependant des interruptions au moins momentanées entre cette chaîne de civilisations Lapita, d'abord entre les Fidji et les Tonga, puis entre les Tonga et les Samoa isolèrent au moins en partie ces communautés et provoquèrent la naissance d'une civilisation polynésienne originale et distincte. Celle des Samoa est notamment caractérisée par l'utilisation des pierres en basalte dur trouvées uniquement sur Samoa et sur Uvéa tandis qu'une grande partie de la culture matérielle est restée longtemps inchangée (coquillage, techniques de pêche). Il en résulte que la terre d'origine des peuples polynésiens doit être trouvée à l'intérieur des archipels des Tonga et des Samoa (en y incluant les voisins proches comme Futuna). Cette terre ancestrale est celle que les mythes ont retenu sous le nom de Havaiki . Des Samoa (ou des Tonga), vers 200 av. J.-C. une migration ultérieure donnera naissance aux populations polynésiennes orientales qui s'étendent d'Hawaii à l'île de Pâques et à la Nouvelle-Zélande (le fameux triangle polynésien).

## Intégration à l'Empire Tuʻi Tonga (900~), puis indépendance (1200~)
Vers le début du Xe siècle de notre ère, les Tonga devinrent une puissance dominante en Océanie, et étendirent leur autorité sur les îles alentour. Les Samoa furent conquises, et devinrent une province de l'Empire Tuʻi Tonga. Au XIIIe siècle, les Samoans se révoltèrent, menés par Savea, et chassèrent les Tongiens de leurs îles. L'Empire tongien amorça son déclin, et les Samoa demeurèrent indépendantes pendant plus de 600 ans.

## L'archipel des Samoa: des premiers contacts au Traité tripartite (1722-1899)
Les Samoa sont entrées en contact tardivement avec le monde occidental. Le Hollandais Jacob Roggeveen fut le premier Européen à identifier l'archipel en juin 1722. Un demi-siècle plus tard, en 1768, l'explorateur français Louis-Antoine de Bougainville passa à son tour au large de l'archipel qu'il nomma les îles du Navigateur. Le premier navigateur européen à mettre pied sur une des îles de l'archipel fut La Pérouse en 1787. Il débarqua sur l'île de Tutuila (actuellement aux Samoa américaines) avant d'être attaqué par la population. Son commandant en second le Vicomte de Langle ainsi que 11 membres d'équipage furent tués. Ces premiers contacts difficiles entre Samoans et Européens donnèrent à l'archipel la réputation d'être peu hospitaliers en conséquence de quoi celui-ci fut peu visité. Ce n'est qu'à partir de 1830 que les premiers missionnaires, ceux de la « London Missionary Society » (congrégationnaliste) et de la « Wesleyan Missionary Society » ou « lotu tonga » (méthodiste) commencèrent à s'installer dans l'archipel.
Il n'existait pas à l'époque de pouvoir centralisé. Le titre de tafaʻifa, porté par certains chefs de manière épisodique, signifiait la convergence de certains grands titres en une même personne, mais n'était investi d'aucune autorité inhérente. Il disparut au milieu du XIXe siècle, à la mort de Malietoa Vainuʻupo, dont la conversion au christianisme avait grandement facilité la propagation de cette nouvelle religion. Au bas de l'échelle, le  'aiga  (clan) regroupait l'ensemble des individus se reconnaissant un ancêtre commun. À la tête de chaque aiga , le matai ou chef de clan dont le pouvoir se transmettait dans l'absolu de façon héréditaire. Régulièrement au sein de chaque village (nu'u), l'ensemble des matai se réunissaient au sein d'un conseil appelé fono, chargé de la gestion des terres et de la distribution des tâches. Tous les matai n'étaient néanmoins pas de même statut. Il y avait entre autres ceux qui avaient le titre de ali'i et qui prenaient part aux décisions les plus importantes, les tulafale ou « porte-parole », qui jouaient quant à eux le rôle d'orateur, chargés principalement de parler au nom de l'ali'i. Enfin en haut de l'échelle, les tama 'aiga, terme généralement traduit par « grand chef » ou « roi », représentaient une confédération de tribu. Ils étaient à l'époque de l'arrivée des Européens au nombre de quatre pour l'ensemble de l'archipel. Les statuts pouvaient se cumuler, un tama 'aiga étant également ali'i dans le cadre du nu'u et matai de son propre 'aiga
- un pour l'île de Savai'i qui appartenait au clan des Malietoa
- deux pour Upolu, du clan Tamasese et Mata'afa
- Les Tuimaleali'ifano pour Tutuila et les îles Manu'a (Samoa américaines).

Ces chefferies étaient à l'époque en conflit permanent, alliances et mésalliances se faisant au gré des circonstances et des stratégies du moment.
À partir des années 1850, un nombre croissant d'Européens, généralement marchands ou planteurs de coprah, commencèrent à s'installer dans l'archipel et plus particulièrement à Apia. Ces Européens s'impliquèrent peu à peu dans les guerres intestines samoanes en supportant telle ou telle faction et en leur fournissant armes et munitions en échange de terres. Ces troubles et cet afflux croissant d'Européens firent des Samoa une proie facile. Trois pays étaient plus particulièrement intéressés : l'Allemagne, le Royaume-Uni et les États-Unis. En 1875, l'Américain Albert Steinberger, représentant principalement des intérêts commerciaux allemands, se fit nommer premier ministre des Samoa par le roi Malietoa Laupepa, dont il consolida l'autorité au moyen d'une nouvelle constitution. Les consuls américain et britannique, y voyant là une ingérence allemande, firent limoger Steinberger l'année suivante. En réponse, le parlement autochtone samoan destitua le roi ; s'ensuivit une décennie d'instabilité et d'incertitude.
En 1889, à la suite de la crise des Samoa, les trois pays occidentaux signèrent le traité de Berlin, les Samoa devenaient un territoire neutre et indépendant sur lequel chacune des trois puissances s'autorisait à installer une base navale et à nommer un consul responsable de leurs ressortissants respectifs. Malietoa Laupepa, tama 'aiga de Sava'i, fut nommé à nouveau « roi » (ali'i sili) de l'archipel, titre néanmoins tout à fait symbolique, ses deux grands rivaux (Mata'afa Iosefa et Tupua Tamasese Lealofi I) gardant le contrôle de leur bastion (Mata'afa Iosefa au sud d'Upolu et Tamasese Lealofi I au nord d'Upolu). Robert Louis Stevenson alors installé au Samoa œuvra par ses écrits à garantir cette indépendance toute relative vis-à-vis des grandes puissances. Dans les années qui suivirent, les trois consuls se disputèrent l'influence du roi agissant en sous-main pour faire valoir les droits de leur nation respective.
En 1898, le roi Malietoa Laupepa mourut. Soutenu par les Allemands, Mata'afa Iosefa fut désigné comme son successeur alors même que les consuls britanniques et américains et une partie de la population soutenaient Malietoa Tanumafili I, le fils de Laupepa. Les troubles reprirent de plus belle. Des navires de guerre britanniques et américains bombardèrent la capitale, Apia, le 15 mars 1899.
Pour mettre fin aux troubles et sous l'impulsion des Européens présents sur place, les trois nations finirent par trouver un compromis. Une convention tripartite réunissant Bartlett Tripp pour les États-Unis, C. N. E. Eliot pour le Royaume-Uni et Freiherr Speck von Sternberg pour l'Allemagne, fut organisée afin de trouver un accord pour partager l'archipel. Les Allemands obtinrent le droit d'annexer la partie occidentale de l'archipel, les Américains la partie orientale. En contrepartie, les Allemands abandonnèrent aux Britanniques les îles Tonga, Niue et Nauru, îles sur lesquelles les deux pays avaient également des ambitions rivales.
Pour plus de détails voir l'article Guerres civiles samoanes.

## La tutelle allemande et la naissance du Mau Movement (1899-1914)
Wilhelm Solf fut nommé gouverneur par Berlin. Lors de son discours d'investiture, il déclara vouloir gouverner dans le respect de la "coutume samoane (fa'a Samoa)". Sa première mesure fut de régler le problème de succession au titre d'Ali'i Sili en confirmant à son poste Mata'afa Iosefa. Pour mettre un terme aux troubles, il exigea le désarmement complet de l'archipel. En tout, plus de 150 fusils furent ainsi récupérés. Il mit ensuite en place un système de double administration.
- une administration dite "coloniale" chargée de gérer les affaires courantes et régler les conflits entre Européens ou entre Européens et Samoans
- Une administration dite "indigène", pour gérer les affaires samoanes selon la coutume.

Cette dernière était constituée d'un conseil consultatif, le fono a faipule (assemblée des représentants de district), regroupant 27 membres parmi les matai les plus importants de l'archipel et d'un conseil de gouvernement présidé par Solf lui-même, assisté de l'Al'i Sili et des deux autres tama 'aiga (Malietoa Tanumafili I et Tupua Tamasese Lealofi I) . Très vite néanmoins, les Samoans reprochèrent à Solf de s'immiscer un peu trop dans des affaires considérées comme strictement samoanes. C'est ainsi qu'en 1903 il mit en place une Commission foncière chargée de régler une fois pour toutes les conflits fonciers, non seulement entre Européens et Samoans mais également entre Samoans eux-mêmes, prérogative jusqu'alors exclusive des fono de district. Ce mécontentement se transforma peu à peu en remise en cause de la présence allemande avec la création en mars 1909 à Savai'i du Mau a Pule  ou "Mau movement". À l'origine de ce mouvement de contestation, un matai originaire de Sava'i, Namulau'ulu Lauaki Mamoe. Celui-ci réussit à convaincre les matai des principaux districts de Sava'i de ne pas payer les taxes, généralement dues en nature, à l'administration allemande. Il se rendit ensuite à Upolu afin de rallier en vain Mata'afa. Craignant la reprise des troubles et profitant du passage d'un navire de guerre allemand, Solf fit arrêter en 1910 Lauaki Mamoe et ses partisans avant de les déporter sur l'île de Saipan aux Mariannes du Nord, alors colonie Allemande. Lauaki Mamoe ne revit jamais son île natale, décédant de mort naturelle en 1915 sur le navire néo-zélandais chargé de le ramener aux Samoa.
- Samoa allemandes (1900-1914)

## Les Samoa occidentales sous mandat néo-zélandais (1914-1962)

### Les années de révolte (1914-1936)
Au déclenchement de la Première Guerre mondiale en août 1914, la Nouvelle-Zélande prit le contrôle des Samoa occidentales et mit en place une administration militaire commandée par le lieutenant colonel britannique Robert Logan. La période de guerre fut pour les Samoa une période de boom économique pour les produits tropicaux, et plus particulièrement le coprah, dont surent profiter les planteurs et négociants européens et métis d'Apia.
La Nouvelle-Zélande continua cette occupation jusqu'à la fin de la Première Guerre mondiale. En 1919, au traité de Versailles, l'Allemagne mit fin à ses revendications sur l'archipel qui fut confié à l'administration néo-zélandaise sous mandat de la Société des Nations. Il s'agissait d'un mandat de "classe C", ce qui signifiait "peuple primitif, incapable de se gouverner lui-même", le territoire sous tutelle des Samoa occidentales. Les Samoans se sentirent humiliés par un tel jugement, d'autant qu'entre temps, 22 % de la population samoane soit environ 8500 personnes devait décéder à la suite de l'épidémie de grippe espagnole de 1918. La propagation de l'épidémie fut durement ressentie par la population qui en attribua la responsabilité à l'administration néo-zélandaise. Logan n'exigea en effet aucune quarantaine aux navires débarquant à Apia. Plus tard, alors que l'épidémie faisait rage, il refusa également l'aide médicale proposée par les autorités américaines installées à Tutuila. Logan détestait les Américains.
En 1920, le colonel Robert Tate fut nommé gouverneur en remplacement de Logan. La guerre étant terminée, il fut chargé de rétablir une administration civile. Il reprit pour cela le système de double gérance mis en place par Solf en y ajoutant quelques nouveautés. Pour gérer les affaires concernant les Européens ou assimilés, il créa un conseil législatif composé de cinq membres nommés par ses soins. Ce conseil n'avait qu'un rôle consultatif. Le fono a faipule, hérité de la période allemande fut également reconduit ainsi que le conseil de gouvernement toujours présidé par le gouverneur assisté de deux fautua (conseillers) qui n'étaient autres que deux des principaux Tama 'aiga, Tupua Tamasese Lealofi III et Malietoa Tanumafili II. Assez rapidement, Tate fut confronté à des contestations, liés essentiellement aux difficultés économiques de l'archipel. Après l'euphorie des années de guerre, le commerce de coprah périclita faisant chuter d'autant les prix. Les principaux planteurs européens et une partie de matai qui avait su également profiter de la flambée des prix en attribuèrent la responsabilité aux autorités néo-zélandaises. Face à ce mécontentement croissant, Wellington décida de le remplacer par George Spafford Richardson.
Militaire de carrière comme son prédécesseur, il n'avait aucune expérience du Pacifique insulaire ou des Samoa qui constituaient son premier poste outre-mer. L'une de ses premières mesures fut d'ouvrir le fono a faipule à de nouveaux matai qu'il jugeait plus favorable à sa cause. Cela entraîna des contestations croissantes parmi les matai qui en étaient déjà membres et ceux qui n'y étaient nommés. Prônant une politique de fermeté, il répondit à cette contestation par le "samoan offenders Act". Par cette ordonnance, il s'octroyait le droit de déchoir de son titre sans autre forme de procès, tout matai lui paraissant constituer un trouble à l'ordre public. Entre 1923 et 1927, il l'utilisa en tout 56 fois. Ce fut là encore ressenti par les Samoans comme un abus de pouvoir intolérable et une nouvelle intrusion de l'administration néo-zélandaise dans les affaires coutumières. En effet si ces mesures de déchéances existaient de tout temps, celles-ci étaient de la prérogative exclusive des fono de chaque district.
C'est à cette époque que le mouvement mau qui depuis 1910 n'avait plus fait reparler de lui, réapparut. S'y retrouvèrent des partisans de Lauaki Mamoe, déportés à Saipan et rapatriés en 1915, quelques matai ainsi qu'un des deux principaux tama 'aiga, Tupua Tamasese Lealofi III. Chose nouvelle, des Européens et métis rejoignirent également le mouvement. Parmi ceux-ci, citons Taisi Olaf Frederick Nelson, un riche marchand métis né d'un père suédois et d'une mère samoane ; Edwin William Curr, un aventurier américain; A.G. Smyth et S.H. Meredith (en), des planteurs d'origine britannique.
Dès 1923 fut créé un comité citoyen et une police mau, vêtue du traditionnel "lavalava" (jupe samoane), d'une chemise blanche et armée d'une matraque de bois. Leur cri de guerre "Samoa mo Samoa", les "Samoa aux Samoans". Dans les années qui suivirent le mau ne cessa de se renforcer envoyant sans résultats au gouvernement néo-zélandais, plusieurs pétitions dénonçant la politique de Richardson. En 1927, une nouvelle pétition demandant cette fois-ci le rattachement aux Samoa américaines et par la même le passage sous souveraineté américaine fut cette fois-ci envoyée au Roi George V et à la SDN. Ce fut un véritable camouflet pour la Nouvelle-Zélande, jeune nation qui souhaitait montrer au monde et à la mère patrie l'Angleterre qu'elle était à la hauteur du mandat que lui avait confié la SDN. Croyant voir derrière cette pétition la main des Européens d'Apia, le gouvernement néo-zélandais envoya sur place un navire de guerre en décembre 1927. Nelson, Curr et Smyth furent arrêtés et exilés en Nouvelle-Zélande. S'ensuivirent pendant plusieurs semaines des heurts violents entre les Samoans et l'armée. Plusieurs magasins d'Apia furent également pillés. En tout plus de 400 militants mau furent arrêtés. Parmi ceux-ci, Tupua Tamasese Lealofi III qui fut condamné à six mois de déportation en Nouvelle-Zélande.
En avril 1928, Richardson fut remplacé par le Colonel Stephen Allen. Après des débuts plus conciliants avec la contestation, il finit par reprendre la politique de confrontation de Richardson. Les violences ne reprirent pas, mais le mau continuait par son comité de citoyen à demeurer actif en incitant la population à la désobéissance civile (refus de payer les taxes...)
En décembre 1929, souhaitant faire preuve de bonne volonté, le gouvernement néo-zélandais autorisa Alfred Smyth à rentrer aux Samoa. Le jour de son arrivée, le 28 décembre, 2 000 membres du mau se rassemblèrent dans le centre d'Apia afin de marcher en procession jusqu'au port et l'accueillir. En chemin des échauffourées éclatèrent avec la police néo-zélandaise qui prise de panique fit tirer à la mitraillette sur la foule. On dénombra onze morts côté samoan dont le tama 'aiga Tupua Tamasese Lealofi III. Cet événement connu sous le nom de "Black Saturday" (Samedi noir) marqua fortement l'histoire samoane et le ressentiment de la population envers la Nouvelle-Zélande.
Au lendemain du "Black Saturday", Wellington fit envoyer sur place 250 soldats avec pour mission de "pacifier" l'archipel. Le mau fut déclaré mouvement séditieux et interdit. Ses membres s'enfuirent en brousse alors que l'armée néo-zélandaise poursuivit pendant plusieurs semaines sa "campagne de Pacification" caractérisée par des raids dans les tribus et la recherche des principaux leaders du Mau. Nombre d'entre eux furent arrêtés et exilés en Nouvelle-Zélande. Ceux qui avaient un statut coutumier furent déchus de leur titre.

En 1936, l'arrivée au pouvoir à Wellington d'un gouvernement travailliste changea la donne. Plus favorable aux revendications des Samoans, celui-ci prit un certain nombre de mesures d'apaisement. Le mau fut réhabilité, ses membres exilés autorisés à rentrer et le Conseil Législatif ouvert aux Samoans.

### Les Samoa durant la guerre du Pacifique
Si durant la guerre du Pacifique l'archipel resta éloigné des zones de combats, celle-ci eut de nombreuses répercussions sur la vie quotidienne des Samoans. En effet à partir de mars 1942, les troupes américaines commencèrent à s'installer en masse dans l'archipel et tout particulièrement sur Upolu. En tout, entre 1942 et 1945, plus de 90 000 GI séjournèrent dans l'île. Les Américains firent construire un grand nombre d'infrastructures : routes, aéroport… Ils employèrent pour cela de la main d'œuvre locale qui découvrait ainsi le travail salarié. D'autres encore furent engagés pour surveiller les côtes de l'archipel en cas d'attaque japonaise (les gardes fitafita). Les Samoans profitèrent également de cette présence américaine pour revendre leur surplus alimentaires (poissons, fruits...) à des prix parfois exorbitants.
Les seuls à se plaindre de cette présence étrangère furent les pasteurs qui voyant leur influence sur leurs ouailles fortement décliner, dénoncèrent la "permissivité" américaine en matière d'alcool et de sexe. Car une autre conséquence de cette présence américaine fut la recrudescence de naissances "illégitimes". Leur nombre fut estimé à 1 200 pour les trois années de présence américaine. Certains matai réagirent également. Dans le village de Falefa (près d'Apia), un couvre-feu fut instauré pour toutes les femmes et aucun soldat américain en dehors des officiers ne fut autorisé à y pénétrer.
En 1946, les Américains repartirent aussi vite qu'ils étaient venus.

### La marche vers l'indépendance (1945-1962)
À partir de 1945, se mit en place un long processus aboutissant à l'indépendance de 1962. Ce processus se déroula en trois étapes.
- 1947 : le premier "Samoan Amendment Act"

Lorsqu'en 1945, l'ONU succéda à la SDN, celle-ci décida de renégocier les mandats confiés à la Nouvelle-Zélande. Craignant d'être laissés à l'écart des discussions, certains Samoans envoyèrent aux Nations unies une pétition demandant la réunification avec les Samoa américaines et la mise en place d'un gouvernement autonome. En réponse à cette demande, l'ONU envoya sur place une commission d'enquête en 1947. Celle-ci fit le tour des districts rencontrant les principaux matai ainsi que les Européens et assimilés vivant pour l'essentiel à Apia. Par la suite, la Commission émit un certain nombre de recommandations qui aboutirent au premier « Samoan Amendment Act ». Celui-ci vit la création d'un Conseil exécutif présidé par le Haut Commissaire assisté des deux Tama 'aiga Tupua Tamasese Mea'ole et Malietoa Tanumafili II. Seul le Haut Commissaire disposait d'un droit de veto. Parallèlement était mis en place un Conseil législatif composé de 11 membres samoans nommés par le fono a faipule (conseil des anciens) et de 5 Européens ou assimilés (c’est-à-dire métis) élus au suffrage particulier. Les cinq élus de la première élection étaient tous métis. Dans le même temps, des Européens pouvaient opter pour le statut samoan. C'est ainsi qu'un certain John Brown rebaptisé Fonati Ioane fut nommé par le Fono a faipule membre du Conseil Législatif.
En passant cette réforme, le gouvernement de Wellington espérait bien retarder le plus possible toute idée d'indépendance, appuyé en cela par les Européens et métis d'Apia qui, s'ils n'étaient pas totalement opposés à l'indépendance, souhaitaient attendre au préalable que le pays se développe économiquement et que se constitue une "élite samoane". Néanmoins face à l'insistance dans les années qui suivirent d'un nombre croissant de Samoans en faveur d'évolutions institutionnelles, les autorités néo-zélandaises acceptèrent en 1954 de mettre sur pied une convention institutionnelle réunissant toutes les parties concernées afin de trouver un consensus sur l'avenir des Samoa. Cette convention aboutit en 1957 à une nouvelle réforme statutaire.
- 1957 : Le second "Samoan Amendment Act"

Cette loi redéfinit la composition et les attributions du Conseil exécutif. S'y retrouvaient les deux tama aiga, les Haut Commissaire ainsi qu'un Premier Ministre élu par le Conseil législatif et assisté de cinq ministres. Eugene Paul est élu premier chef du gouvernement par l'Assemblée législative en février 1958, puis Fiame Fauminua Mata'afa Mulinu'u II lui succède en étant élu premier Premier Ministre en septembre 1959.
Dans les mois suivant cette réforme, les discussions au sein de la convention institutionnelle se poursuivirent afin de mettre sur pied une véritable constitution dans l'optique de l'indépendance qui désormais y compris en Nouvelle-Zélande ne faisait plus de doute. La principale pierre d'achoppement concernait le mode de scrutin. Deux visions s'opposaient. Le gouvernement néo-zélandais et les Européens et métis d'Apia étaient favorables à un scrutin au suffrage universel et au corps électoral unique. Les autorités coutumières samoanes et en particulier les matai qui souhaitaient conserver leurs prérogatives prônaient quant à eux la mise en place d'un double collège électoral : d'un côté les 6 000 Européens ou assimilés votant pour leurs représentants au suffrage universel ; de l'autre les 100 000 Samoans ne pouvant être représentés que par des matai élus par consensus au sein des fono de chaque district. Un Samoan n'ayant pas le statut de matai ne pouvait ni voter, ni même se présenter. Cela excluait également les femmes en dehors des rares à avoir le titre de matai.
Ce fut pourtant cette dernière approche qui finalement prévalut, la Nouvelle-Zélande finissant par céder sous la pression de l'ONU qui poussait à l'accélération du processus.
- Le référendum du 9 mai 1961

Le 9 mai 1961 un référendum fut organisé sous l'égide de l'ONU. Celui-ci eut lieu au suffrage universel. Il s'agissait là d'une exigence de la Nouvelle-Zélande. Deux questions furent posées.
- Êtes-vous d'accord avec la Constitution adoptée le 28 octobre 1960 par la convention institutionnelle ?
- Êtes-vous d'accord pour que le premier janvier 1962, les Samoa occidentales deviennent un État indépendant sur la base de cette constitution ?

Les résultats n'amenèrent aucune surprise. Le oui l'emporta avec 83 % à la première question et 79 % à la seconde. À Apia, où vivait la majorité des Européens, les résultats donnèrent 75 % et 65 % de oui.
Le 1er janvier 1962, les Samoa occidentales devenaient le premier archipel du Pacifique insulaire à obtenir son indépendance.
Le pays devint membre du Commonwealth en 1970 et des Nations unies en 1976.

## Les Samoa occidentales depuis l'indépendance
Voir article Politique des Samoa
Le 7 septembre 2009 les Samoa adoptent la conduite à gauche pour leur parc de 19 000 voitures, s'alignant ainsi sur leurs voisins australiens et néo-zélandais.
Le 29 septembre 2009 à 6 h 48 (heure locale) un tsunami née d'un séisme de magnitude 8, 3 arrive sur les iles.
Le 24 mai 2021, Naomi Mata'afa est investie première femme dans les fonctions de première ministre.